# Gobihadros

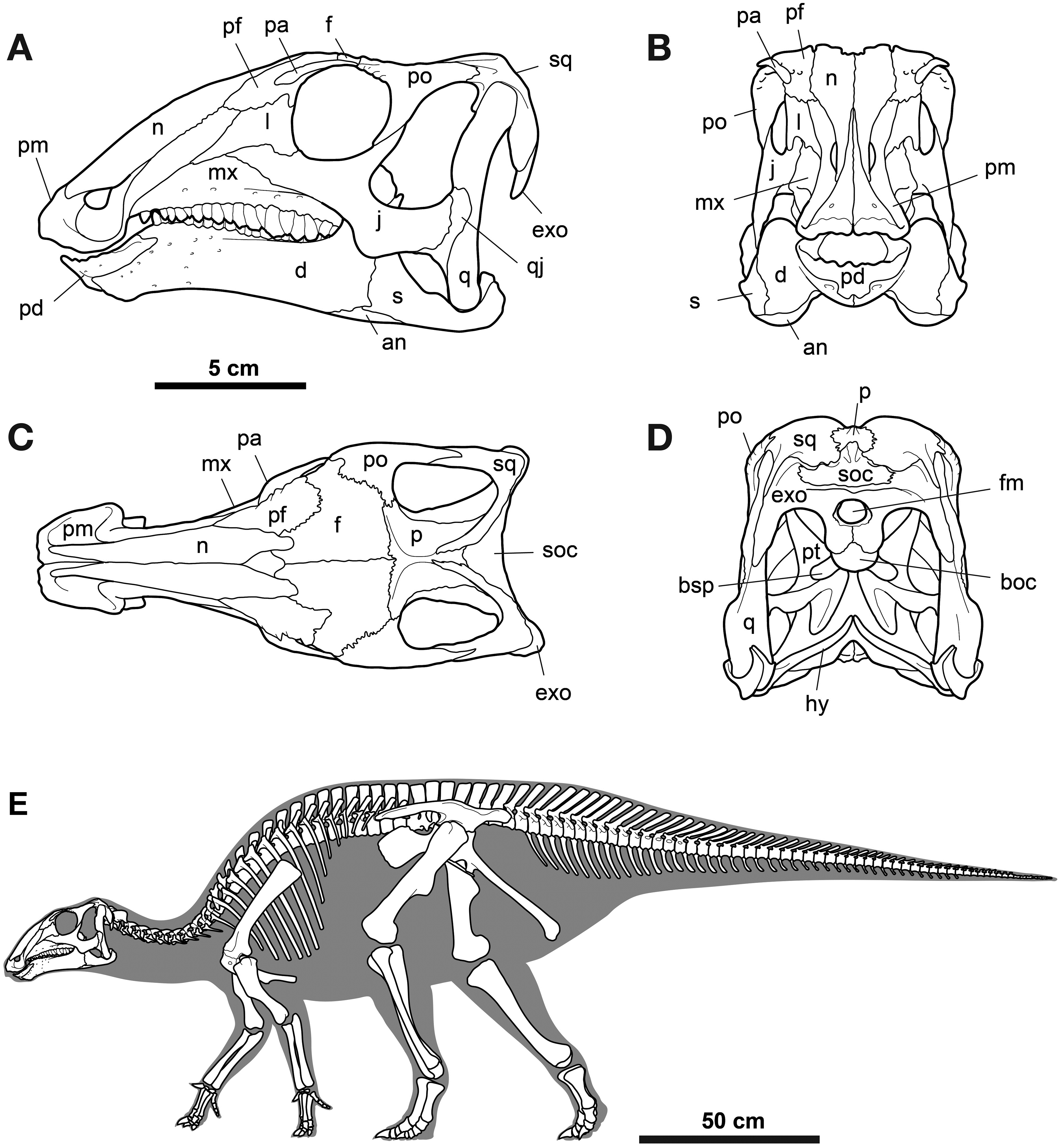
Diagrammen van schedel en skelet van Gobihadros

Gobihadros mongoliensis is een plantenetende ornitischische dinosauriër, behorende tot de Euornithopoda, die tijdens het late Krijt leefde in het gebied van het huidige Mongolië.

## Vondst en naamgeving
Tussen 1993 en 2004 voerden het Mongolian Palaeontological Center en het Japanse Hayashibara Museum of Natural Sciences opgravingen uit bij Bayshin Tsav. Daarbij werd het skelet gevonden van een kleine euornithopode. In 2008 wijdde Tsogtbaatar zijn dissertatie aan de vondst.

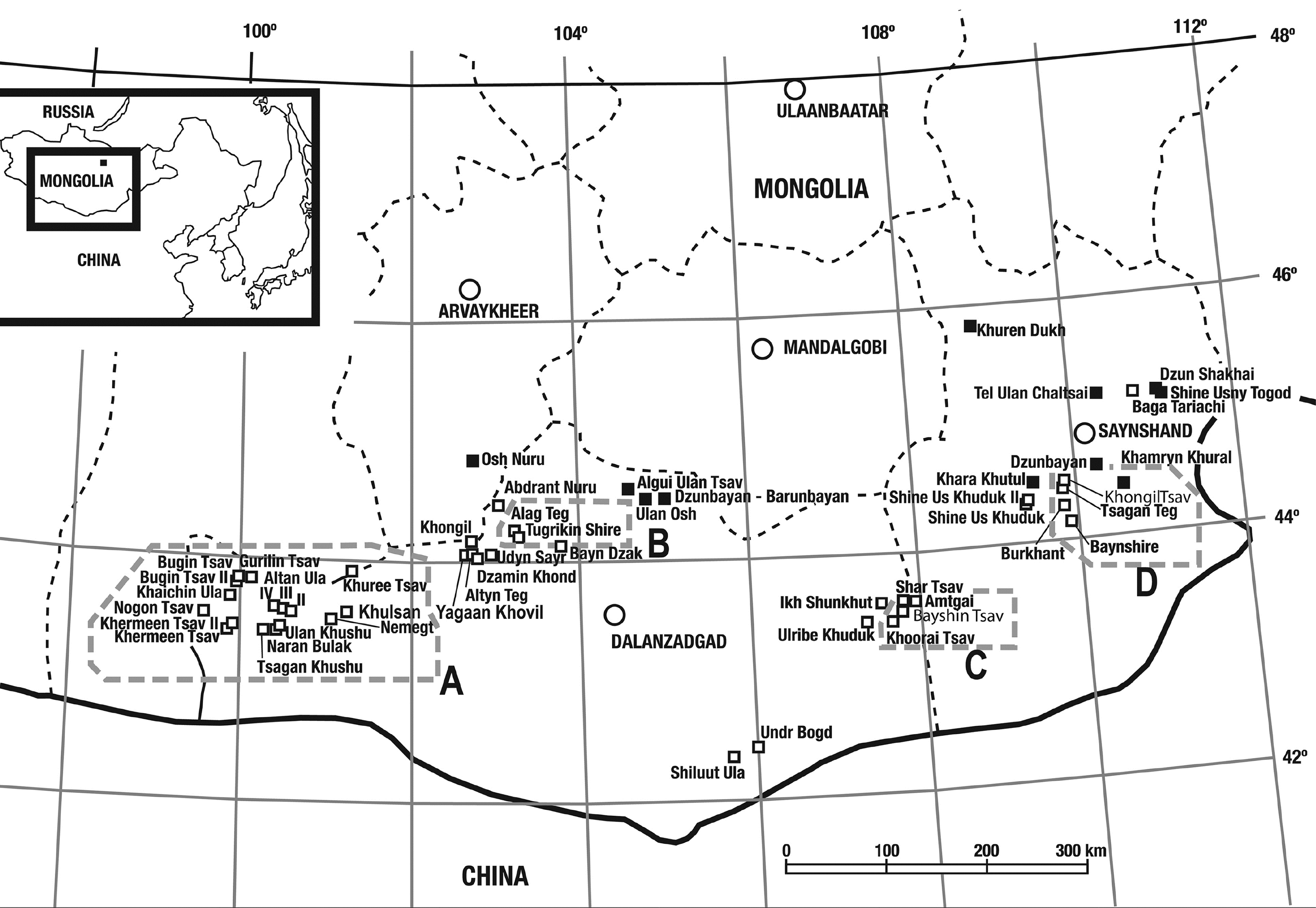
Dinosauriërvindplaatsen in Mongolië

In 2019 werd de typesoort Gobihadros mongoliensis benoemd en beschreven door Khishigjav Tsogtbaatar, David Bruce Weishampel, David Christopher Evans en Mahito Watabe. De geslachtsnaam combineert een verwijzing naar de Gobiwoestijn met een verwijzing naar de Hadrosauroidea. De soortaanduiding verwijst naar de herkomst uit Mongolië. Omdat de publicatie plaatsvond in een elektronisch tijdschrift waren Life Science Identifiers nodig voor de geldigheid. Deze zijn 38EE8AD7-AD50-44BF-B31D-B2675456556A voor het geslacht en 2DB42EE7-6A64-4D64-AA19-E5D3453BF99C voor de soort.
Het holotype, MPC-D100/746 is gevonden in een laag van de Baynshireformatie die dateert uit het Cenomanien-Santonien, heel ruwweg vijfentachtig miljoen jaar oud. Het bestaat uit een vrijwel compleet skelet met schedel. Het skelet lag grotendeels in verband hoewel de schedel ten dele uit elkaar was gevallen. Talrijke specimina zijn aan de soort toegewezen van zowel jongen als volwassen dieren. Het belangrijkste daarvan is MPC-D100/763, een volledige in verband liggende schedel met hand. De specimina komen ten dele van andere locaties. Het holotype komt van de Bayshin Tsav I-vindplaats net als de andere schedel. Andere vindplaatsen zijn Bayshin Tsav IV, Bayshin Tsav III, Bayn Shire, Choorai Tsav en Chongil Tsav. Het gaat om vaak dikke gesteentelagen, meestal rivierafzettingen waarbij karkassen na een overstroming in een rivierbocht zijn gedeponeerd. Gobihadros is hiermee de meest volledig bekende basale hadrosauroïde uit Azië.
In 2021 werd een gedeeltelijk skelet zonder schedel toegewezen, specimen ZPAL MgD-III/3, dat al in 1963 door een Poolse expeditie was opgegraven. Het betrof een groot, oud en ziek exemplaar.

## Beschrijving

### Grootte en onderscheidende kenmerken

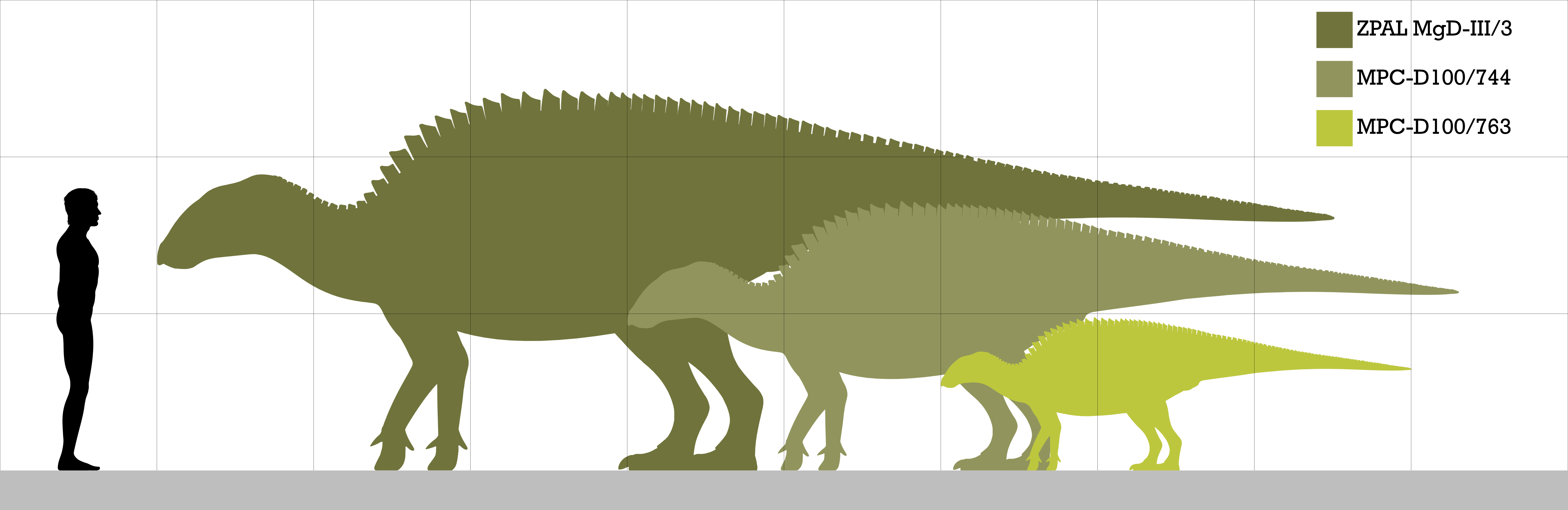
De verschillende exemplaren in grootte vergeleken

Gobihadros is een tamelijk kleine hadrosauroïde. Specimen MPC-D100/763 heeft een lichaamslengte van zo'n drie meter maar was nog niet volgroeid. Specimen MPC-D100/744 kon ruim vijf meter lang zijn geweest. Specimen ZPAL MgD-III/3 werd in 2021 als volledig volgroeid beschouwd en was duidelijk veel groter, ruim zeven meter lang.
De beschrijvers wisten enkele onderscheidende kenmerken vast te stellen. Gobihadros verschilt van alle andere hadrosauroïden buiten de Hadrosauridae in het bezit van een dubbelgelaagde snijrand van de praemaxilla en de aanwezigheid van soms drie tanden per tandpositie in de onderkaak. Deze eigenschappen zouden dan apart door de Hadrosauridae verworven zijn in een parallelle evolutie. Gobihadros verschilt van Bactrosaurus johnsoni, Probactrosaurus gobiensis, Eolambia caroljonesa, Claosaurus agilis en Tethyshadros insularis door een golvende bovenrand van het darmbeen en een verder zijwaarts uitstekende antitrochanter. Gobihadros verschilt van T. insularis, Plesiohadros djadokhtaensis en de Hadrosauridae in het bezit van een kegelvormige duimklauw.

### Skelet

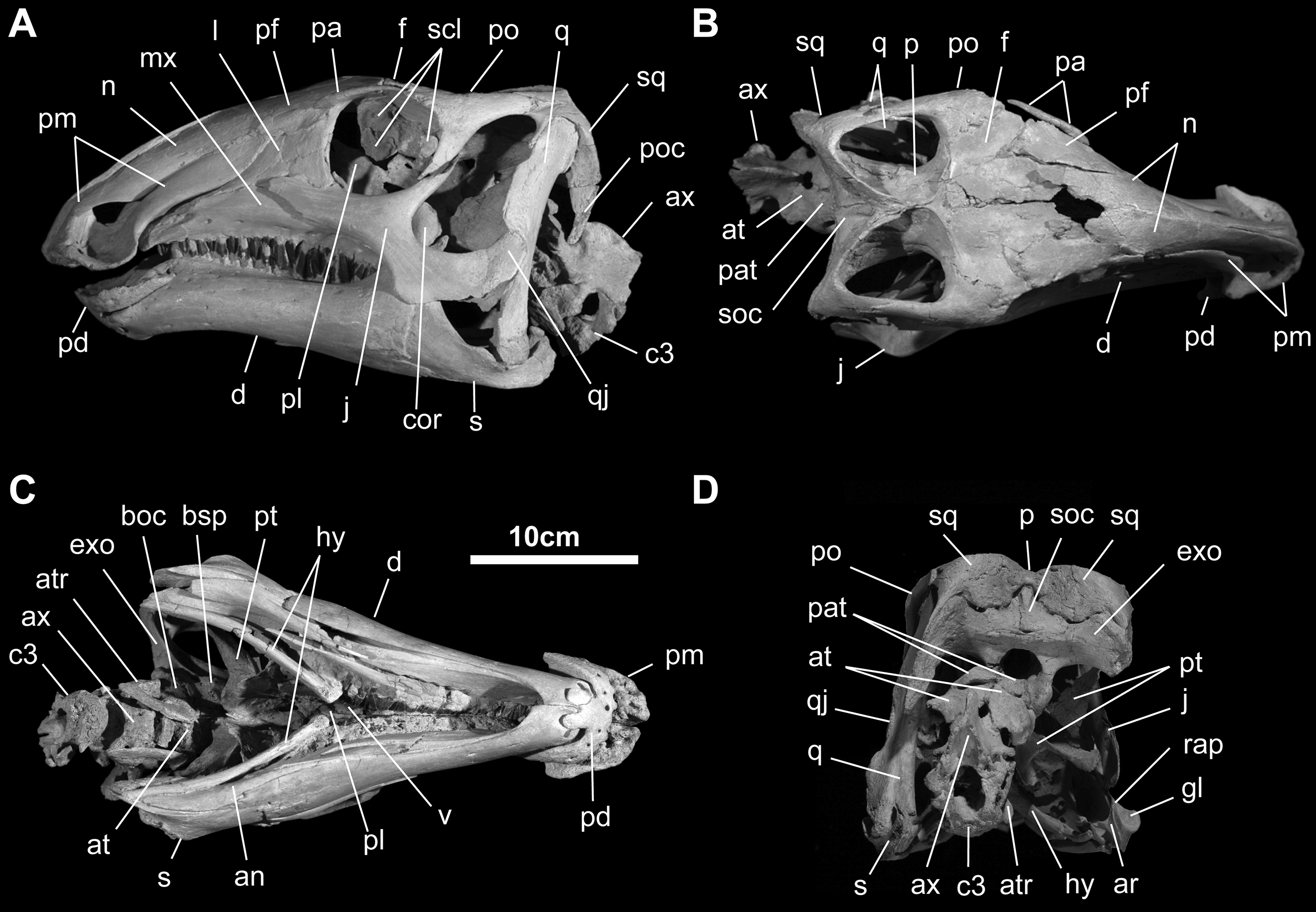
Schedel van het toegewezen exemplaar

De schedel van Gobihadros is laag en langwerpig, in een licht bol bovenprofiel geleidelijk aflopend naar een afhangende snuit. De oogkas is groot en bovenaan in zijaanzicht verbreed. Schedel MPC-D100/763 heeft een lengte van 294 millimeter en is daarmee een van de grotere exemplaren, maar het is geen volwassen dier: de fontanel tussen neusbeenderen en voorhoofdsbeenderen is nog open. De schedel is achter de oogkassen wijd en houdt een constante breedte aan. Het neusgat is relatief kort en ligt niet volledig in de praemaxilla maar wordt van achteren door het neusbeen begrensd, een basaal kenmerk. De fenestra antorbitalis is volledig gesloten en zelfs de uitholling eromheen is verdwenen, een afgeleid kenmerk. Het bovenste slaapvenster heeft een vierkant profiel. Het onderste slaapvenster is trapeziumvormig, onderaan breder dan bovenaan.

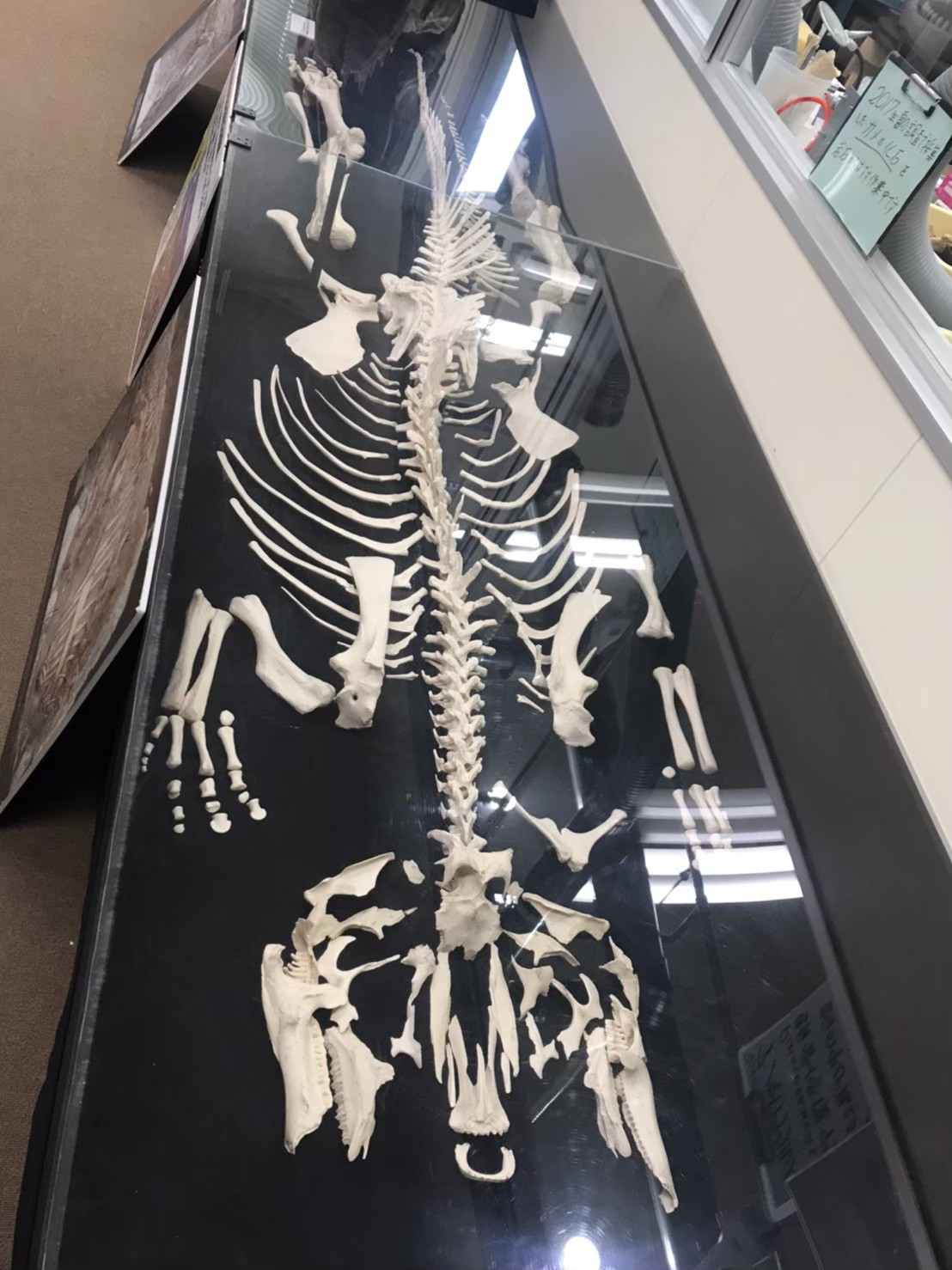
Een opengewerkt skelet in buikligging

De snuit is in bovenaanzicht tamelijk recht afgesneden. Iedere praemaxilla heeft drie of vier nogal grove schijntanden; eerdere vormen hadden er soms maar twee. Achter de voorste snijrand en ervan gescheiden door een brede trog ligt een achterliggende rij schijntanden, een bouw die tot nu toe als typisch hadrosauride werd gezien. De snuit is achter de bovensnavel fors ingesnoerd maar toch niet meer dan de helft. De insnoering is vrij abrupt. De bovenste tak van de praemaxilla loopt ver naar achteren door. De uitholling rond het neusgat omvat dit niet geheel, zich voornamelijk tot de onderzijde beperkend. De interne voorste buitenste en binnenste takken van het bovenkaaksbeen rusten in holten in de praemaxilla. Het neusbeen is langwerpig en heeft een zeer dunne botwand, niet meer dan een millimeter dik. Het draagt geen kam. Het bovenkaaksbeen heeft de vorm van een lage gelijkbenige driehoek. Bovenaan is er een vrij spitse, wat toegeknepen, punt. Er zijn negentien tandposities. Dat lage aantal is aan basaal kenmerk. Het jukbeen raakt intern het ectopterygoíde met een klein uitsteeksel, net boven het raakvlak met het bovenkaaksbeen, opnieuw een basaal kenmerk dat bij hadrosauriden niet voorkomt. De achterste tak van het jukbeen is opvallend laag. Er is een kleine opening tussen het jukbeen en het traanbeen dat door het prefrontale overkapt wordt. Het voorhoofdsbeen is driehoekig. Het mist een welving voor de hersenpan. De voorhoofdsbeenderen worden aan de achterrand sterk overlapt door de wandbeenderen die maar een lage middenkam hebben. De achterste tak van het postorbitale is niet gevorkt zoals bij de hadrosauriden vaak wel het geval is. De squamosa worden gescheiden door de wandbeenderen. In zijaanzicht wordt het squamosum gedomineerd door de holte voor de kop van het quadratum. Tussen die holte en het raakvlak met het postorbitale bevindt zich een driehoekige verruwing voor de aanhechting van de musculus adductor mandibulae externus superficialis. Het squamosum omvat de kop van het quadratum zodanig dat deze wat zijwaarts helt wat de kop in achteraanzicht een driehoekig profiel geeft. De kop is tamelijk laag. De onderste gewrichtsknobbels zijn niet sterk verbreed en de buitenste is niet groot en bolvormig zoals wel het geval is bij de Hadrosauridae.
Van het achterhoofd helt het centrale bovenste element, het supraocciptale, sterk naar voren onder een hoek van 45°; bij veel verwanten staat het vrijwel verticaal. Het heeft een opvallende middenkam.

## Fylogenie
Gobihadros werd basaal in de Hadrosauroidea geplaatst, buiten de Hadrosauridae. De precieze verwantschappen waren echter onduidelijk; hij viel uit in een polytomie of "kam" met andere basale hadrosauroïden. Een grotere verwantschap werd aangenomen met Amerikaanse vormen en dat zou deel zijn van een patroon van opeenvolgende invasies van hadrosauroïden uit Noord-Amerika naar Azië.

## Groei en ziekte

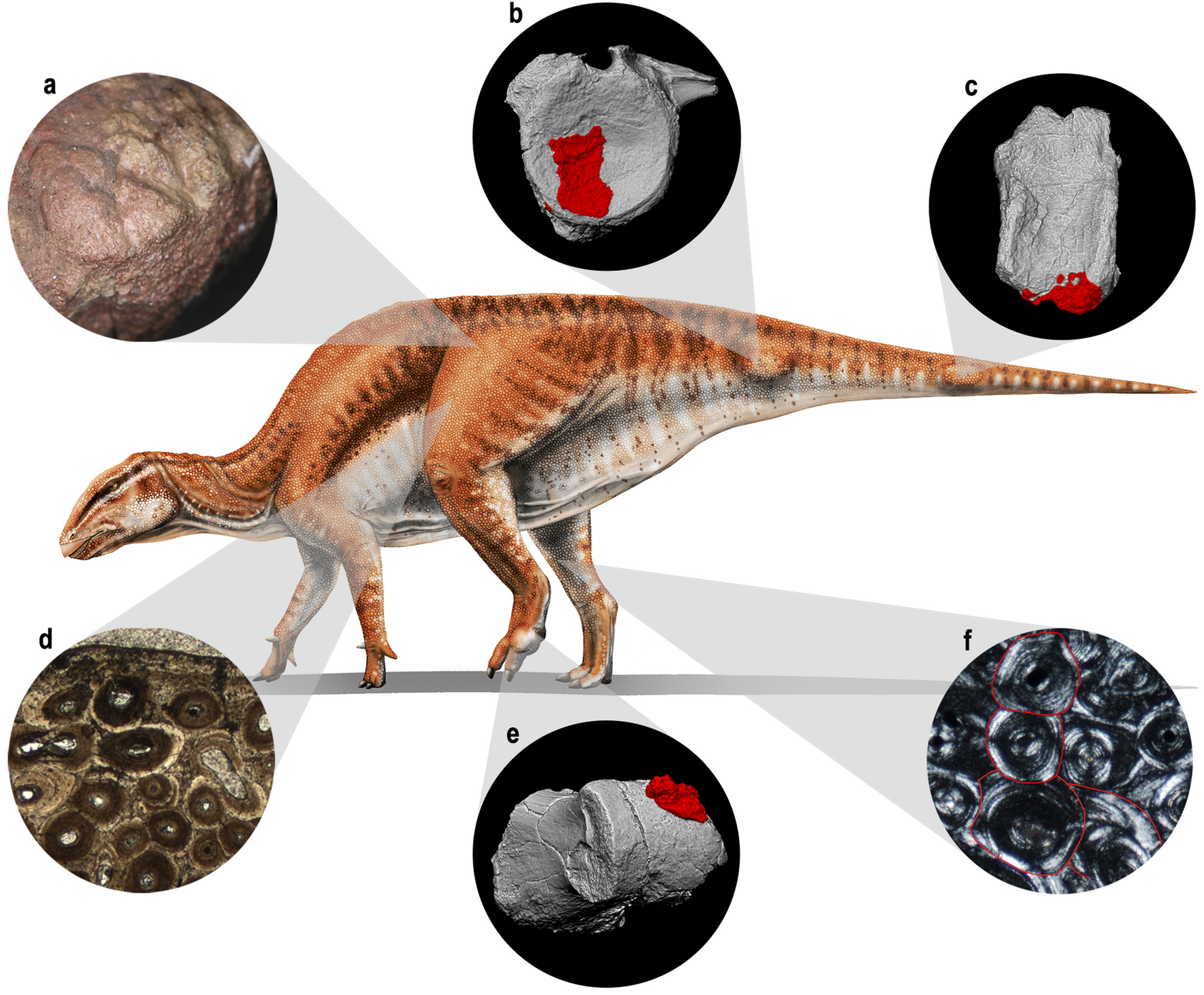
ZPAL MgD-III/3 en zijn ouderdomskwalen

ZPAL MgD-III/3 had volgens een CAT-scan een maximale groei bereikt. De botstructuur wees erop dat een verdere toeneming van lengte niet meer mogelijk was. Dit type Dinosauria zou dus niet steeds doorgaan met groeien. Het exemplaar zou daarbij zeer oud zijn en zelfs sporen vertonen van een rheumatische ouderdomsziekte: pseudojicht of CPPD (Calcium pyrophosphate dihydrate crystal deposition disease). Dat zou dan de eerste keer zijn dat die ziekte bij een dinosauriër werd aangetoond.